# Ликаонская равнина
Ликао́нская равни́на, или плато́ Ко́нья, — южная, наиболее сухая и пустынная часть Анатолийского плоскогорья в Турции.
Равнина полого понижается от Таврских гор к озеру Туз. Преобладающие высоты составляют 900—1000 м, отдельные хребты возвышаются на 2000—3000 м. Равнина сложена преимущественно гипсоносными озёрными отложениями. В ландшафте преобладают сухие степи и полупустыни; множество солончаков и солёных озёр. Вдоль рек и на озёрах произрастают камышовые заросли.
В настоящее время равнина слабо населена. Благоприятные условия для земледелия созданы ближе к горам. В античные времена здесь располагалась Ликаонская провинция Римской империи. На равнине расположен город Конья, который при сельджуках был столицей Османской империи.